# День судового експерта
День судового експерта — професійне свято судового експерта, яке в Україні відзначається щорічно 4-го липня.

## Історія свята
З ініціативою введення Дня судового експерта України виступила Координаційна рада з проблем судової експертизи, яка діє при Міністерстві юстиції України, мотивуючи своє рішення тим, що судово-експертна сфера має величезне значення для забезпечення правосуддя в суспільстві та захисту прав людини.
Указом Президента України Віктора Ющенка № 424/2009 від 10 червня 2009 року «Про день судового експерта» було встановлено професійне свято — День судового експерта: « Ураховуючи значення судово-експертної діяльності у забезпеченні правосуддя, захисту прав і свобод людини і громадянина та на підтримку ініціативи громадськості постановляю:
Установити в Україні професійне свято — День судового експерта, яке відзначати щорічно 4 липня.»
День судового експерта України не є вихідним, він вважається виключно професійним святом судових експертів.